# Characodoma harmeri
Characodoma harmeri är en mossdjursart som först beskrevs av Cadee 1987.  Characodoma harmeri ingår i släktet Characodoma och familjen Cleidochasmatidae. Inga underarter finns listade i Catalogue of Life.